# Museo Comunitario de la Sal

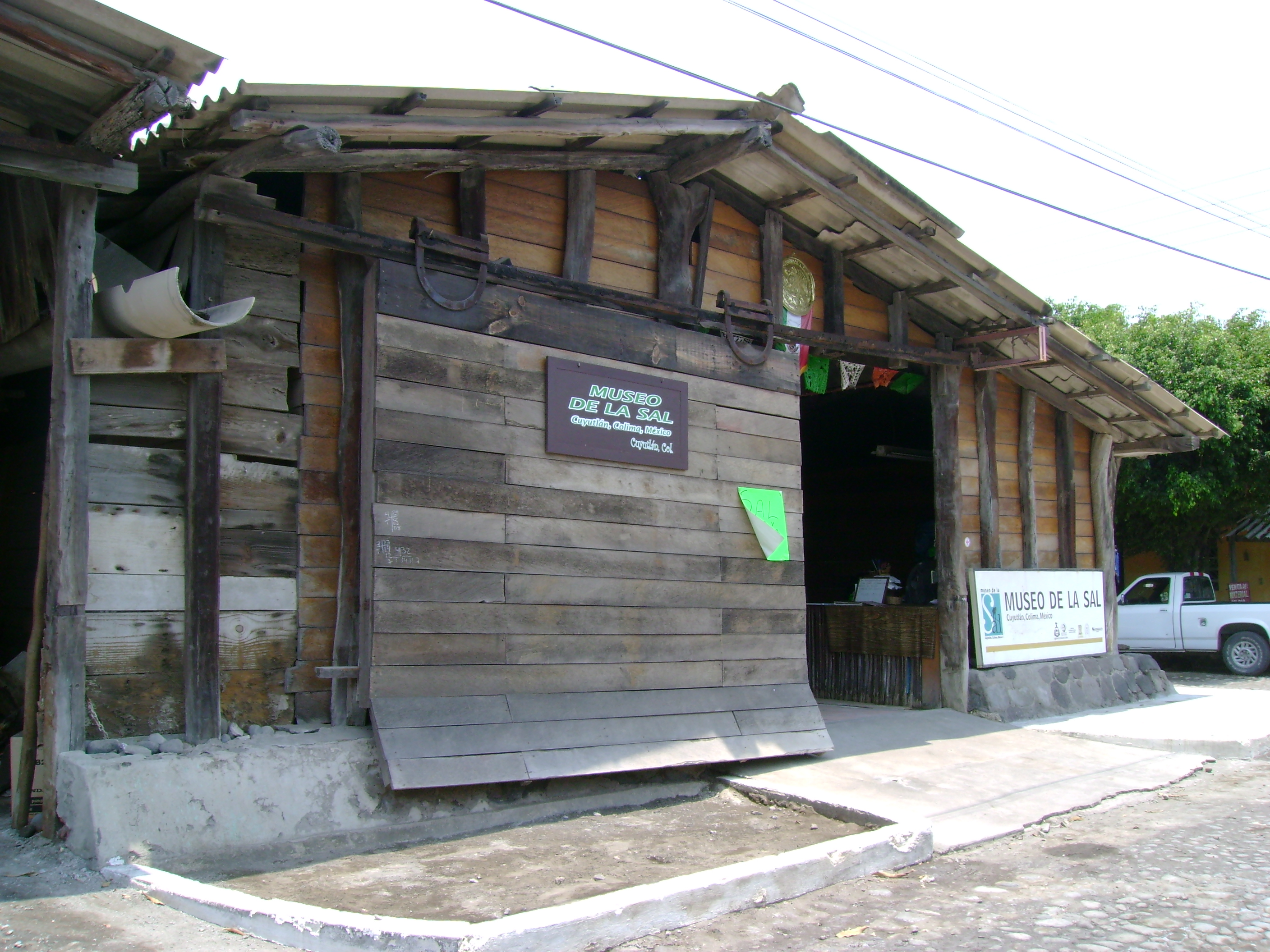
Museo Comunitario de la Sal.

Museo Comunitario de la Sal es un museo ubicado entre las calles Elías Ávalos del Progreso y Benito Juárez en el centro de la localidad de Cuyutlán, población perteneciente al municipio de Armería en el estado de Colima, México. El museo fue creado en febrero de 1996 en las instalaciones de una antigua bodega con el fin de tener un centro cultural para el municipio. El museo es dedicado al tema de la sal, mineral que ha sido explotado en estas tierra desde hace mucho tiempo, exaltando los procesos de producción y su importancia social.